# Ahmesz (hercegnő)
Ahmesz (ỉˁḥ-ms; „A Hold gyermeke”) az ókori egyiptomi XVII. dinasztia hercegnője, Szekenenré Ta-aa és nővér-felesége, Szitdzsehuti egyetlen ismert leánya. Féltestvére és egyben unokatestvére I. Jahmesz fáraó, aki Szekenenré és egy másik nővére, Ahhotep, a főfeleség házasságából született. Ahmeszt a Királynék völgyében temették el, a QV47-es sírba, amely valószínűleg a völgy legrégebbi sírja; a sírt az ókorban kifosztották, majd 1904-ben Ernesto Schiaparelli tárta fel. A hercegnő múmiája ma a torinói Egyiptomi Múzeumban van.
Címei: A király leánya; A király testvére.

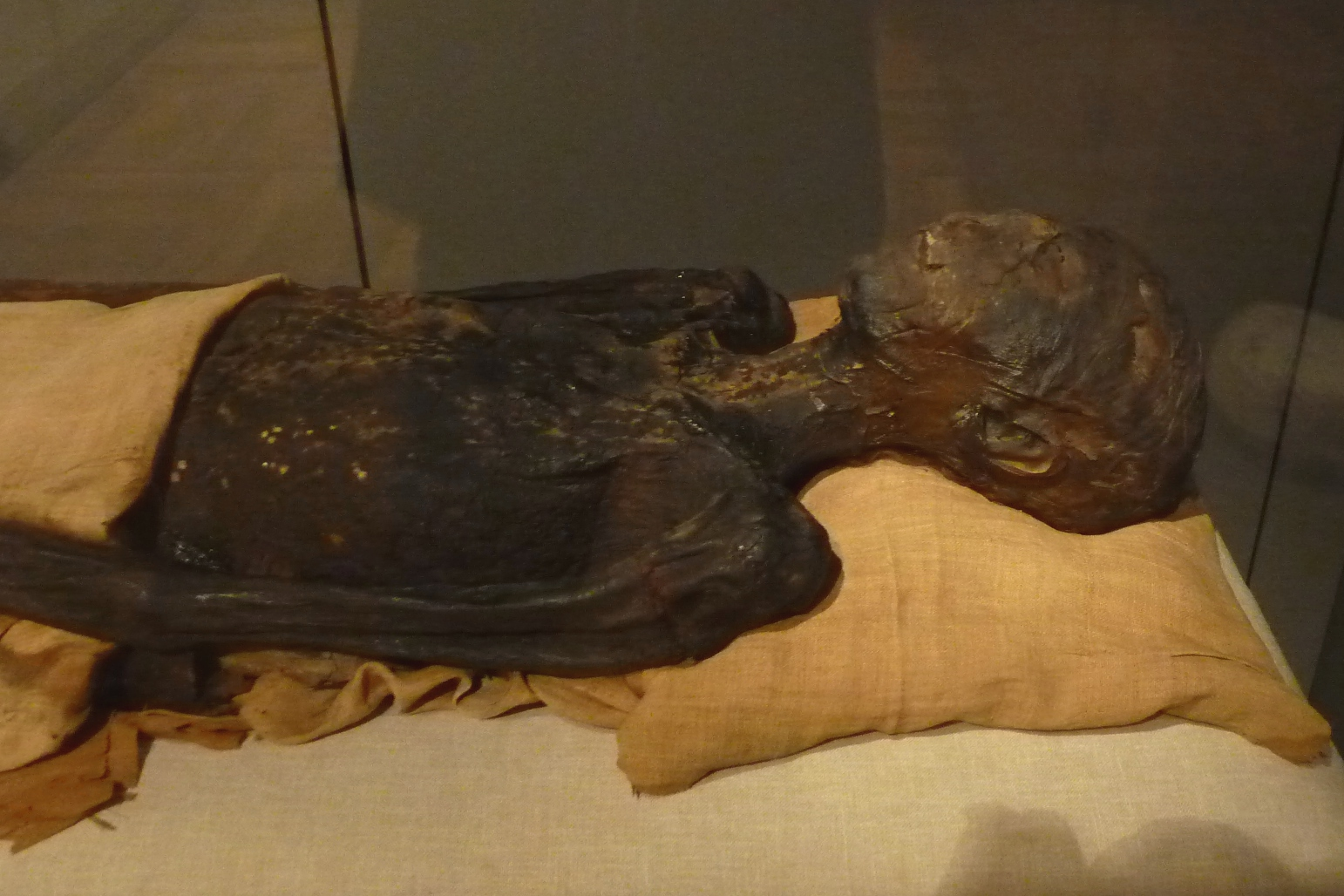
A hercegnő múmiája